# 149-й корпусной артиллерийский полк
149-й корпусной артиллерийский Киркенесский Краснознамённый полк — воинское подразделение Вооружённых Сил СССР во время Великой Отечественной войны.

## История
Сформирован в июле 1943 года в Рыбинском районе Ярославской области.
В составе действующей армии с 11.03.1944 по 09.05.1945 года.
После формирования направлен в Орловский военный округ, но был переброшен в Карелию, держал оборону на кандалакшском направлении. Затем был переброшен на рубеж реки Свирь, где принял участие в Свирско-Петрозаводской операции, после чего вновь передислоцирован в Заполярье, где принимал участие в Петсамо-Киркенесской операции, отличился при освобождении Киркенеса 25.10.1944 года.
До конца боевых действий находился в Норвегии.

## Полное наименование
- 149-й корпусной пушечный артиллерийский Киркенесский полк

## Подчинение
| Дата            | Фронт (округ)            | Армия                | Корпус (группа) | Примечания |
| --------------- | ------------------------ | -------------------- | --------------- | ---------- |
| 01.08.1943 года | Московский военный округ | -                    | -               |            |
| 01.09.1943 года | Московский военный округ | -                    | -               |            |
| 01.10.1943 года | Московский военный округ | -                    | -               |            |
| 01.11.1943 года | Московский военный округ | -                    | -               |            |
| 01.12.1943 года | Московский военный округ | -                    | -               |            |
| 01.01.1944 года | Московский военный округ | -                    | -               |            |
| 01.02.1944 года | Московский военный округ | -                    | -               |            |
| 01.03.1944 года | Орловский военный округ  | -                    | -               |            |
| 01.04.1944 года | Карельский фронт         | 19-я армия           | -               |            |
| 01.05.1944 года | Карельский фронт         | 19-я армия           | -               |            |
| 01.06.1944 года | Карельский фронт         | 7-я армия            | -               |            |
| 01.07.1944 года | Карельский фронт         | 7-я армия            | -               |            |
| 01.08.1944 года | Карельский фронт         | 7-я армия            | -               |            |
| 01.09.1944 года | Карельский фронт         | 7-я армия            | -               |            |
| 01.10.1944 года | Карельский фронт         | 7-я армия            | -               |            |
| 01.11.1944 года | Карельский фронт         | 14-я армия           | -               |            |
| 01.12.1944 года | -                        | 14-я отдельная армия | -               |            |
| 01.01.1945 года | -                        | 14-я отдельная армия | -               |            |
| 01.02.1945 года | -                        | 14-я отдельная армия | -               |            |
| 01.03.1945 года | -                        | 14-я отдельная армия | -               |            |
| 01.04.1945 года | -                        | 14-я отдельная армия | -               |            |
| 01.05.1945 года | -                        | 14-я отдельная армия | -               |            |

## Командование
- Петров Дмитрий Степанович, подполковник — на 25.10.1944 года

## Награды и наименования
| Награда (наименование)               | Дата                                                         | За что получена |
| ------------------------------------ | ------------------------------------------------------------ | --- |
| Почётное наименование «Киркенесский» | Приказ Верховного Главнокомандующего СССР от 25.11.1944 года | За освобождение Киркенеса |
| Орден Красного Знамени               | Указ Президиума Верховного Совета СССР от 2 июля 1944 года   | За образцовое выполнение заданий командования в боях с немецко-финскими захватчиками при форсировании реки Свирь, прорыве сильно укреплённой обороны противника и проявленные доблестьи мужество. |